# Großolbersdorf
Großolbersdorf est une commune de Saxe (Allemagne), située dans l'arrondissement des Monts-Métallifères, dans le district de Chemnitz.

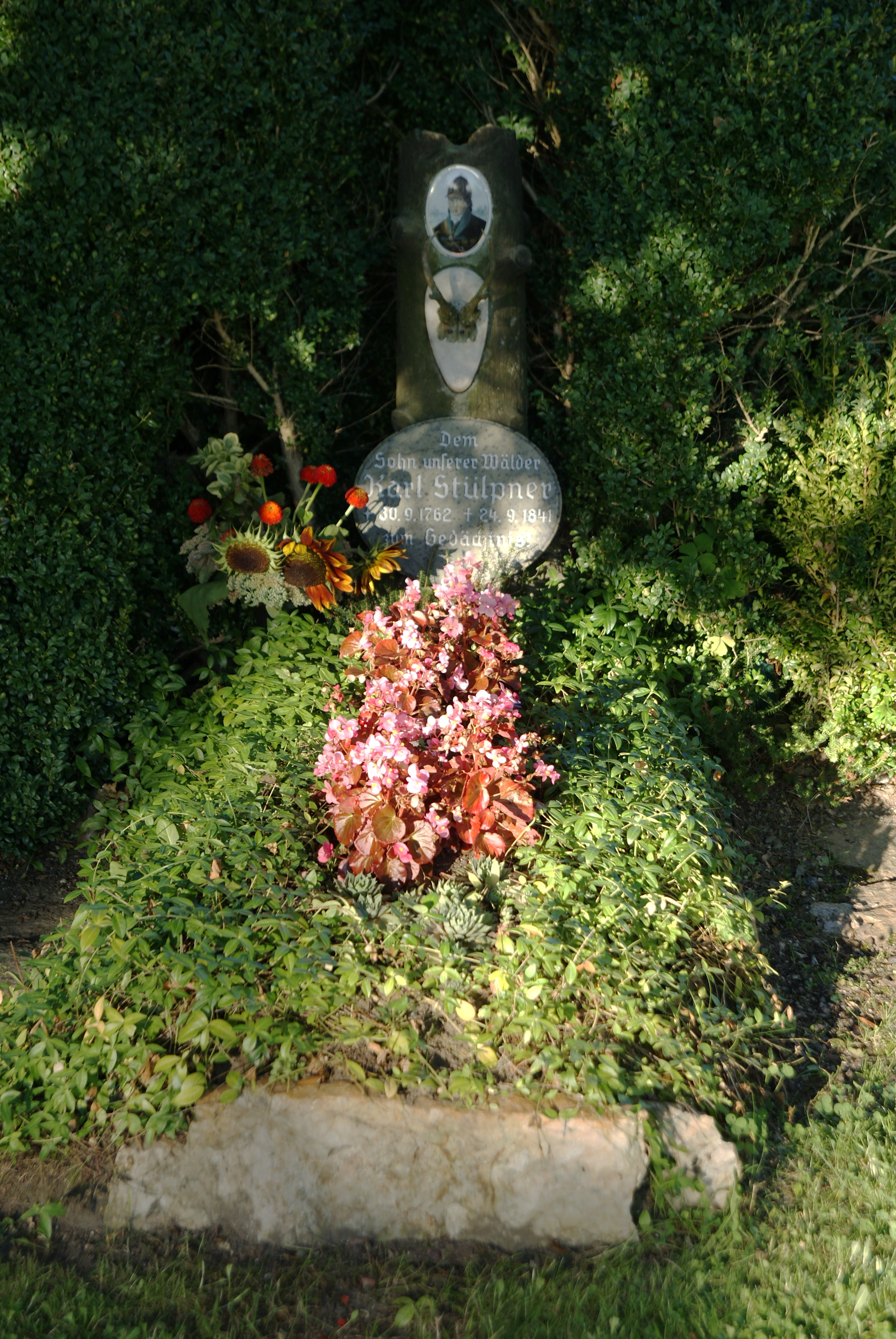
Tombe de Karl Stülpner

Le braconnier et héros populaire Karl Stülpner est enterré ici.

## Jumelage
- Rainau (Allemagne)